# Camobi
Camobi är en ort i Brasilien.   Den ligger i kommunen Santa Maria och delstaten Rio Grande do Sul, i den södra delen av landet, 1 700 km söder om huvudstaden Brasília. Camobi ligger 76 meter över havet och antalet invånare är 21 822.
Terrängen runt Camobi är platt åt sydväst, men åt nordost är den kuperad. Runt Camobi är det glesbefolkat, med 13 invånare per kvadratkilometer.. Närmaste större samhälle är Santa Maria, 10,5 km väster om Camobi.
Trakten runt Camobi består i huvudsak av gräsmarker.